# Stazione di Gavirate
Stazione di Gavirate vasútállomás Olaszországban, Lombardia régióban, Gavirate településen.

## Vasútvonalak
Az állomást az alábbi vasútvonalak érintik:
- Saronno-Laveno-vasútvonal

## Kapcsolódó állomások
A vasútállomáshoz az alábbi állomások vannak a legközelebb:
- Stazione di Gavirate Verbano
- Stazione di Barasso-Comerio